# Dramaten
Dramaten, formellt Kungliga Dramatiska Teatern, är Sveriges nationalscen för det talade dramat. Dramaten grundades år 1788 av Gustav III, och har sedan dess haft kontinuerlig verksamhet. Nuvarande huvudbyggnad, det marmorvita teaterhuset, vid Nybroplan i Stockholm ritades av arkitekten Fredrik Lilljekvist och invigdes år 1908. Teatern spelar omkring tusen föreställningar per år på de sex scenerna, och dessutom turnerar Dramatens föreställningar regelbundet i Sverige och internationellt.

## Historik

### 1700-talet
Kung Gustav III var en mycket kultur- och teaterintresserad person. Som en av sina första åtgärder efter trontillträdet 1772 avskedade han Adolf Fredriks franskspråkiga teatertrupp, och började i stället undersöka möjligheterna att spela teater på svenska. 
År 1782 instiftade kungen Förbättringssällskapet för svenska språket med uppgift att läsa och granska dramatiska verk på svenska, och på våren 1787 inrättades Svenska dramatiska teatern under ledning av bibliotekarien Adolf Fredrik Ristell.  Kungen ville skapa en nationalscen för svensk taldramatik, något som inte fanns – teater spelades på franska. Föreställningarna gick av stapeln i Stora Bollhuset på Slottsbacken, som inretts till teater redan 1699. Premiärföreställningen den 2 juni 1787 var Visittimman i bearbetning av Ristell, samt ett stycke som kungen själv hade skrivit (Siri Brahe och Johan Gyllenstjerna) med Fredrica Löf i huvudrollen. 
Teatern gick emellertid omkull efter bara något år, varpå skådespelarna bildade ett nytt bolag, som den 10 maj 1788 fick tillåtelse att kalla sig Kongliga Svenska Dramatiska Theatern. Scenen var liksom tidigare Bollhuset. Chef för det nya bolaget (där skådespelarna var delägare på livstid) blev militären Gustaf Mauritz Armfelt. Teaterdirektörens militära bakgrund avspeglar sig i teaterns reglemente från 1789, som är fyllt av termer som "subordinationsbrott" och "arreststraff" (skådespelarna kunde långt in på 1800-talet sättas i arrest för förseelser på eller utanför scenen).
En välkänd rapport från Abraham Niclas Edelcrantz till Gustav III från den 26 oktober 1789 har blivit ett illustrativt exempel på dess styrelsemöten, där ledamöterna skulle fatta beslut om en pjäs av kungen, som hade inlämnats till teatern anonymt, skulle uppföras: 
”Uppläste ordningsmannen en ingifven ny pjäs, komedi i tre akter, kallad ’Alexis Michailowitz och Natalja Nariskin, eller Den fördolde älskaren’. Ledamöterna antogo väl till representation denna pjäs, men yttrade sig hvar och en särskildt som följer. Herr Björn: som författaren uti sitt företal till pjäsen gifvit anledning att tro den vara original, kunde han icke instämma däruti, utan fann han pjäsen vara en lycklig imitation efter en pjäs i en akt af Saint Foix kallad ’Le rival supposé’. Herr de Broen fann vid själfva titeln af pjäsen och de ryska namnen sig så förargad, att han ej med någon redighet kunde afhöra läsningen. Trodde föröfrigt, att teatern ej kunde på denna pjäs förtjäna något, och tyckte slutligen, att den var så höglärd, att han ej förstod honom. Herr Ahlgren och fru Marcadet ville ingenting säga om pjäsen i anseende därtill, att deras tid vid teatern redan vore förliden, innan denna pjäs kunde komma i fråga att uppföras. M:lle Löf tyckte mycket om pjäsen för inventionens skull. Skulle den okände författaren åstunda någon explication på hennes invention, så tillbjuder hon sig att den meddela. M:lle Neuman känner ej de ryska herrarna, efter de aldrig gjort hennes föräldrar den äran. Fru Remi: Jag är sur mon honneur mycket flatterad att få bli lierad med så förnäma personer. De öfriga ledamöterna tego.”
Den nya nationalteatern hade skapats efter utländsk förebild, till exempel Comédie-Francaise eller Det Kongelige Teater i Köpenhamn. Tanken var att skapa en scen för svensk taldramatik, något som dittills helt enkelt inte existerat. Nationalscenen skulle även ha en normerande inverkan på svenska språket, och hamnade under Svenska Akademiens överinseende. Ursprungligen skulle teatern enbart uppföra svenskspråkiga original, men denna strikta linje fick relativt snabbt överges eftersom pjäser av god kvalitet på svenska var så fåtaliga. Enligt de nya riktlinjerna fick man även spela utländsk dramatik i god svensk bearbetning.
Teatern var kungens privata projekt som han själv betalade för, och så mycket som 80 % av kungens handkassa gick till teatern och framförallt den nyinrättade operan. I bouppteckningen efter Gustav III ingår till exempel kostymer, maskineri och musikinstrument från teatern på Bollhuset.
Enligt planerna skulle lokalerna i Bollhuset ersättas med en permanent teaterbyggnad, och arkitekten Erik Palmstedt fick i uppdrag att bygga den nya teatern. Projektet lades på is i och med kungens död den 29 mars 1792. Teatern flyttade till Operan i väntan på att en ny scen, Kongliga Mindre Theatern, skulle färdigställas i den så kallade Arsenalen, ett palats som hade uppförts av Jakob De la Gardie (1583-1652) och som även kallades "Makalös". Byggnaden låg vid nuvarande Karl XII:s torg i södra änden av Kungsträdgården. Invigningsföreställningen spelades den 1 november 1793 och var Gustav III:s egenhändigt författade Den svartsjuke neapolitanaren.

### 1800-talet

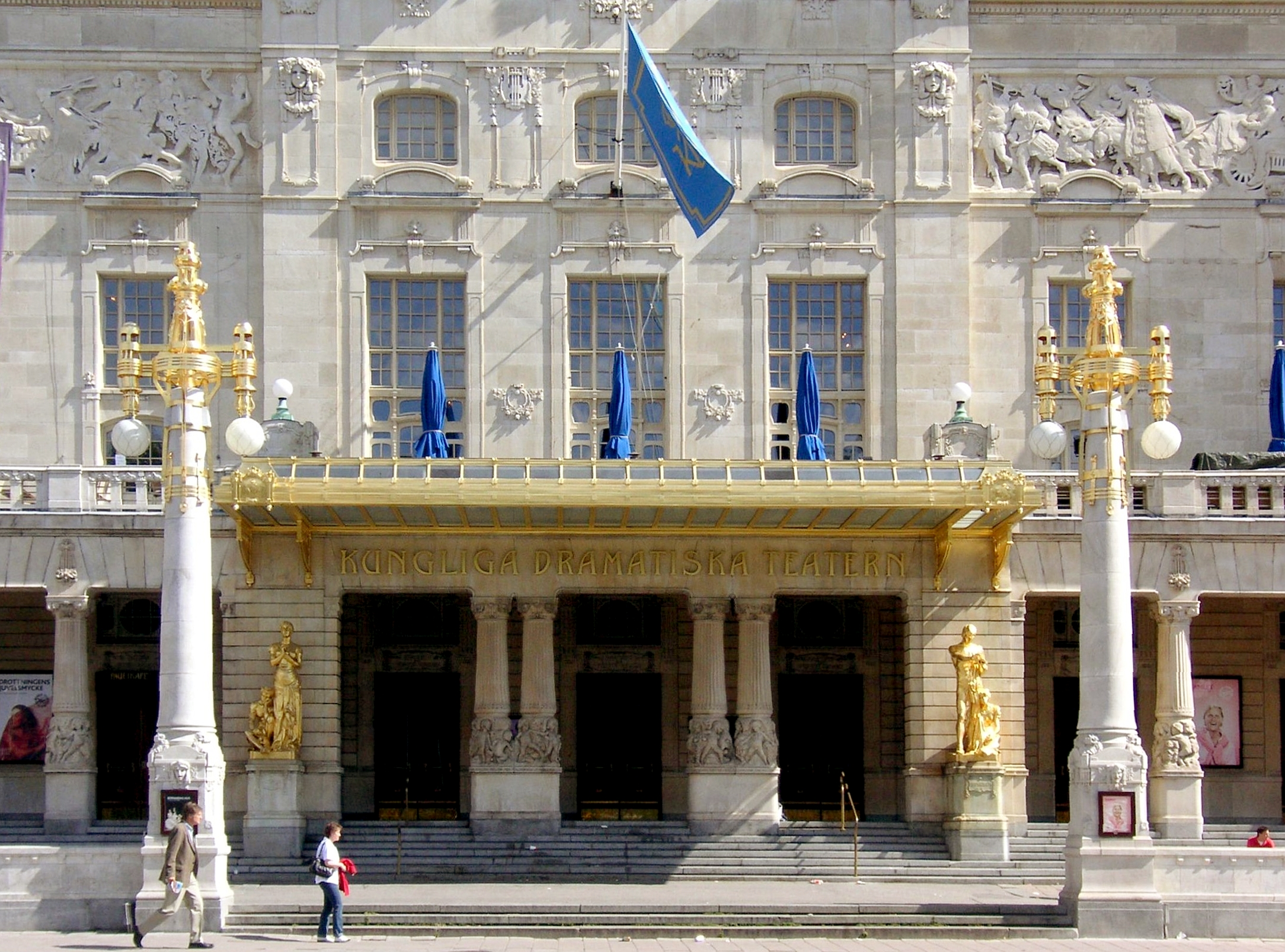
Entrén efter renoveringen 2007.

Kungliga Teatern (Operan och Dramaten) hade under första halvan av 1800-talet monopol på scenkonst i Stockholm. De högt ställda målsättningarna för teaterns verksamhet kvarstod, även om de inte alltid omsattes i praktiken – på repertoaren stod nästan enbart sångspel, komedier och operetter. Efter Karl XIII:s trontillträde 1809 blev teatern (liksom Operan) beviljade ett anslag från riksdagen, och övergick därmed från att vara en privat kunglig angelägenhet till att bli nationalscener i ordets mer egentliga bemärkelse. Från 1815 fick teatern och Operan årliga anslag av riksdagen, men trots detta drabbades Dramaten av ständiga ekonomiska kriser, och räddades gång på gång av tillfälliga kungliga anslag. Scenen användes ofta till galaföreställningar vid bröllop inom den kungliga familjen, något som kanske var huvudanledningen till att kungligheterna gång på gång räddade teatern från undergång. Arsenalsteatern brann ner till grunden den 24 november 1825 och verksamheten flyttades till Operan, som skulle komma att dela lokal med Dramaten fram till 1863. Det ansågs dock allmänt, att Operahusets lokaler hade olämplig akustik för talpjäser, vilket kom att anses som ett problem under den tid då Operan och teatern verkade under samma tak.  

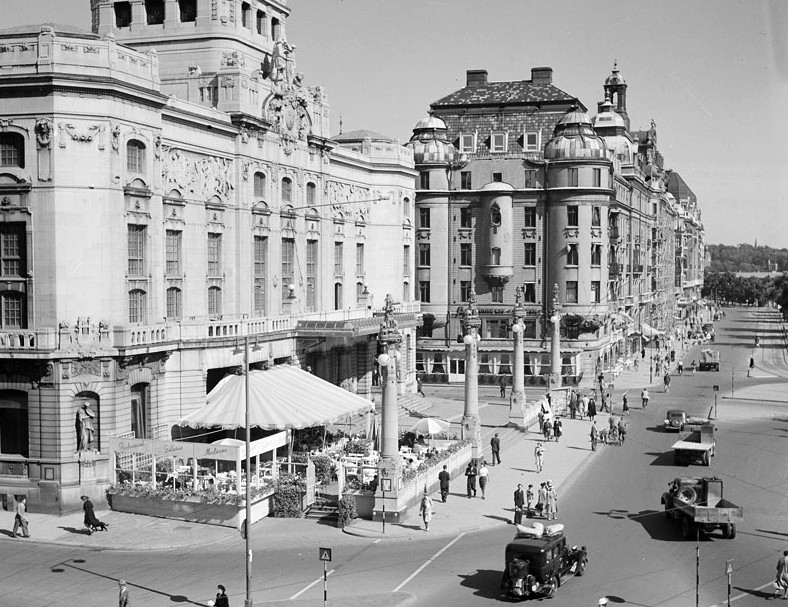
Dramaten och Nybroplan på 1940-talet.

Under de perioder som Kungliga Teatern förfogade över två scener – alltså före 1825 liksom åren 1863–88 spelades stora uppsättningar – oavsett genre – på Stora teatern (Gustav III:s operahus) och mindre uppsättningar på Arsenalsteater/Makalös respektive Mindre Teatern (Gamla Dramaten). Så kunde till exempel samma kväll Hamlet eller Bröllopet på Ulfåsa ges på Operan och Sköna Helena eller en kort opera tillsammans med ett par kortare talpjäser på Dramaten. 
Andra halvan av 1800-talet innebar ett uppsving för den svenska teaterkonsten, med pjäser av författare som August Blanche och Henrik Ibsen. Framförallt ökade den dramatiska repertoarens utrymme när Kungliga Teatern övertog konkurrenten Mindre teaterns lokaler på Kungsträdgårdsgatan, som skulle komma att bli Dramatens lokaler fram till den nuvarande teaterbyggnaden färdigställts. Lokalerna hade inköpts av Karl XV året innan, och premiärföreställningen i september 1863 var en pjäs av Gustav III. August Strindberg debuterade 21 år gammal med enaktaren I Rom (1870), en föreställning som spelades elva gånger (författararvodet var 258 rdr och 93 öre). Banden med hovet försvann gradvis, och riksdagen 1881 övertog allt ansvar för teaterns existens genom att anslagen fördes över från Hovförvaltningen till Finansdepartementet. Frågan om Dramaten skulle drivas som en hov- eller nationalteater var dock källa till heta debatter i riksdagen, och den 7 maj 1888 lyckades teaterkritiska ledamöter i andra kammaren driva igenom beslutet att upphöra med alla anslag till opera- och teaterverksamheten. Kungliga Teatern förlorade då sitt "kungliga" prefix,och operaverksamheten blev tydligare skild från den dramatiska teaterverksamheten. Teatern drevs vidare som en skådespelarassociation under ledning av Gustaf "Frippe" Fredriksson.

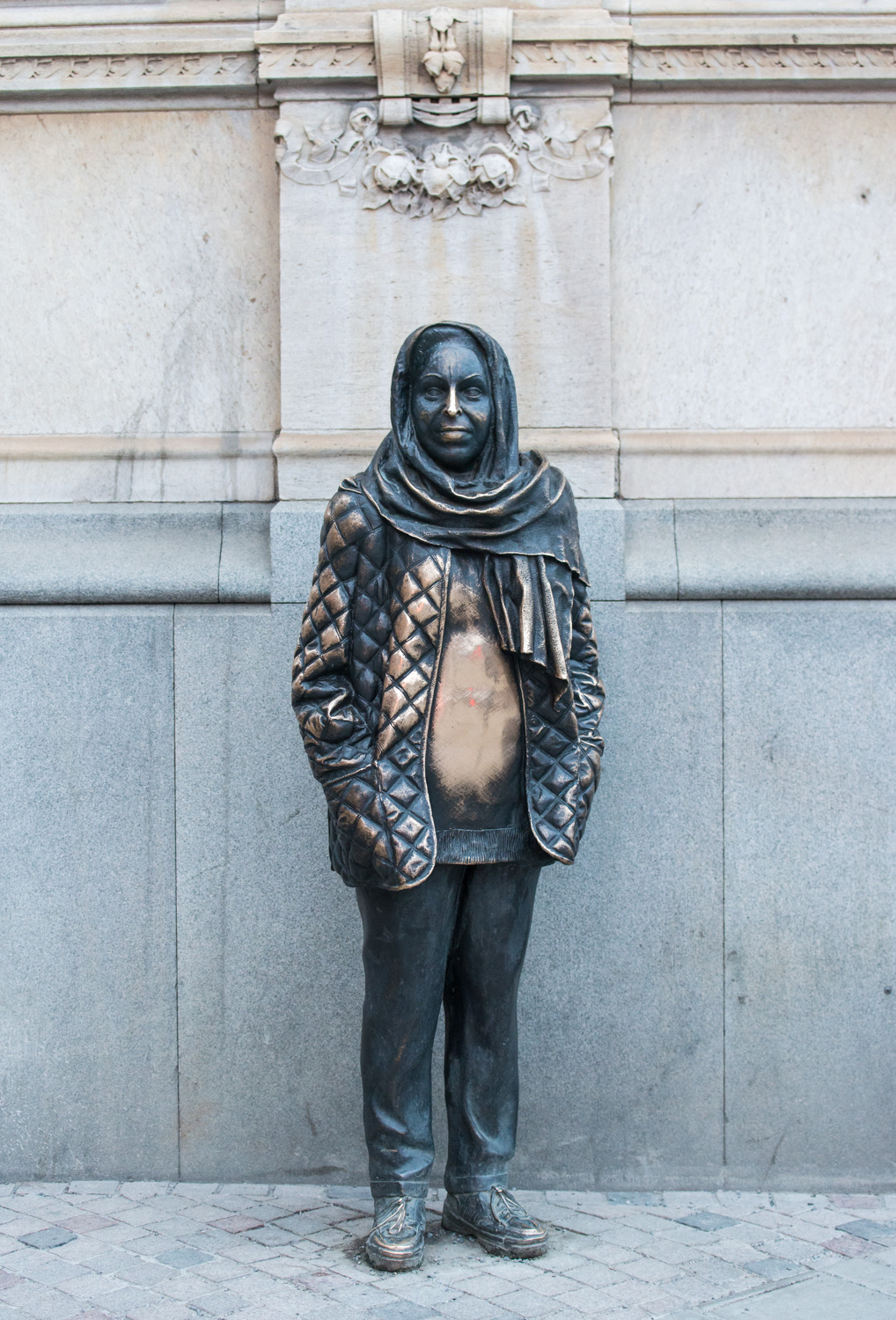
Statyn som föreställer skådespelaren Margaretha Krook (1925-2001) utanför Dramaten i Stockholm, av Marie-Louise Ekman.

Repertoarmässigt lyckades man inte förvalta den svenska litteraturens guldålder under seklets sista decennier, och hamnade i skuggan av till exempel Svenska teatern som började sin verksamhet 1875. Under 1880- och 1890-talen nöjde man sig med att uppföra säkra publikmagneter som Victorien Sardous Madame Sans-Gêne.
Teaterhuset var mycket nedgånget och brandfarligt, och efter modell från det nya operahuset bildade direktören för Norstedt & Söner Gustaf Birger Anders Holm ett konsortium som skulle bygga det nya teaterhuset med pengar från ett lotteri. Den sista föreställningen på gamla Dramaten gavs den 14 juni 1907.

### 1900-talet till idag
1991 bildades Romeo & Julia Kören, en musikdramatisk vokalensemble som nästan uteslutande arbetar med europeisk renässansmusik. Kören bildades av Benoît Malmberg på Dramaten under en uppsättning av Shakespeares Romeo och Julia i regi av Peter Langdahl.
Vid husknuten mot Nybrogatan utanför Dramaten står sedan 2009 en skulptur av skådespelaren Margaretha Krook (1925–2001). Statyn, som hålls ständigt uppvärmd, skapades på initiativ av Marie-Louise Ekman, som också blev teaterns chef samma år. Bronsstatyn utanför Dramaten är utförd av Hanna Beling med flera. Den står vid det hörn där Margaretha Krook brukade stå och röka före föreställningarna.

## Byggnad och arkitektur
| Fredrik Lilljekvists fasadritning och sektionsritning från 1904. |  | Fredrik Lilljekvists fasadritning och sektionsritning från 1904. |
| Fredrik Lilljekvists fasadritning och sektionsritning från 1904. |  |                                                                  |

Kungliga Dramatiska teatern invigdes den 18 februari 1908. Det var ett palats i slingrande jugendstil och landets mest påkostade offentliga byggnad.
År 1901 beviljades rättigheter till ett penninglotteri för byggandet av ett nytt teaterhus. Enligt Wiborgsbladet av den 26 Feb. ansökte Herrarna Friherre Bonde, Greve Douglas, Hofintendent Johan Erik Algernon Börtzell, Vice Häradshöfding Holm samt Grosshandlare Per Wikström hos Kung. Majt. anhållit om att för uppförande af en ny byggnad för Dramatiska Teatern få anordna ett lotteri, liknande Nordiska Museets. En tomt vid Nybroviken har inköpts för 1 miljon kronor. Teatern beräknas kosta 2½ miljon kronor. Samma år lades grunden för teatern vid Nybroplan. Byggherre var överstelöjtnant P.A.L. Lindahl. Dramaten byggdes under åren 1902-1908.
Huset ritades av arkitekten Fredrik Lilljekvist, som var en av landets mest ansedda arkitekter. Han inspirerades av samtida arkitektur- och teaterbyggnader i Europa. Samtidigt inspirerades han också av den nordiska naturens former och lät blommor och träd bli återkommande element i husets dekor. Dramatens plan ritade han med Paris-operan som förebild och för scentekniken tittade han på teatrar i Tyskland. Ett besök i Wien 1903 blev tongivande för byggnadens stil. Byggnaden är inspirerad av klassicism och wienerjugend. Wienerjugend präglar hela Dramaten, men däremot inspireras teatersalongen även av gustaviansk stil. Man valde i möjligaste mån material från Sverige för att byggnaden skulle kännas svensk.
AB Svenska Teaterbyggnadskonsortiet stod bakom 1908 års teaterbyggnad. Projektet stöttades av Oscar II genom att han gav tillstånd till teaterlotterier som finansierade bygget. Man räknade med att det skulle kosta 2,5 miljoner kronor, men det slutade med 5,4 miljoner kronor – Dramaten genomarbetades i alla delar. Bygget finansierades av 25 dragningar som inbringade sammanlagt 7 miljoner kronor, avsevärt mycket mer än beräknat. Det oväntade tillskottet av pengar gjorde att planerna blev mer ambitiösa än som varit tänkt från början. Huvudentreprenör för bygget var murmästaren Frithiof Dahl.

## Exteriör

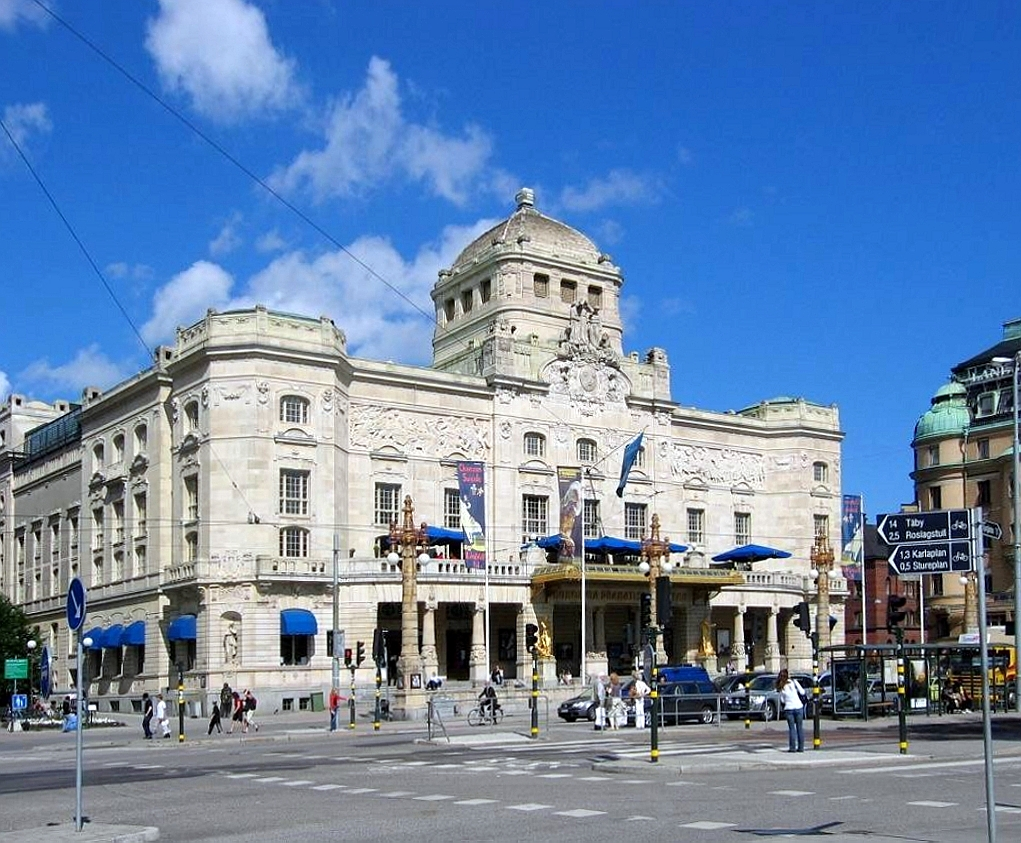
Dramatens fasad mot Nybroplan med sin vita Ekebergsmarmor (2005). Vid entrén står John Börjesons guldförgyllda skulpturer.

Exteriört är byggnaden starkt påverkad av wienerjugend med rik dekorativ utarbetning av fasaderna. Fasaden är i vit Ekebergsmarmor från Närke som bearbetades av flera ledande skulptörer, bland andra Carl Milles och Christian Eriksson. Ekebergsmarmor är en dolomitisk marmor, som fått namn efter Ekebergs gård vid Hjälmaren och bryts vid Glanshammar nordost om Örebro. Den är Närkes landskapssten under benämningen dolomitmarmor. Den relativt kostsamma Ekebergsmarmorn är vit med en dragning åt gult, inte lika bländvit som den lysande vita, klassiska italienska skulpturmarmorn från Carrara. Denna ljusa marmor är inte beständig utomhus, utan drar åt grått, varmt grågult eller rosa. Under byggtiden förändrades ritningarna flera gånger, bland annat tillkom kupolen mitt på huset för att byggnaden inte skulle hamna alltför mycket i skuggan från ett nytt och mycket högt hus i kvarteret Bodarna i början av Strandvägen. Kupolen högst upp på Dramatenbyggnaden kom till först när bygget av teatern redan börjat då grannhuset fått tillstånd att bygga en våning högre och man inte ville att teaterhuset skulle kännas för litet. Efter en renovering av kupolen 2008 skiner den åter vit igen. Arbetet blev mycket försenat, bland annat på grund av strejker 1904–1905 och på grund av att grundförhållandena var besvärligare än vad man räknat med. På sina ställen fick man påla ned till 19 meters djup för att komma ned till berget som dessutom sluttade mycket brant, och gatunivån fick höjas med upp till en meter.

## Kvinnofigurer, ansiktsmasker och kolonnbaser
| Masker på lyktstolparna utförda av Carl Milles. |  | Masker på lyktstolparna utförda av Carl Milles. |
| Masker på lyktstolparna utförda av Carl Milles. |  |                                                 |

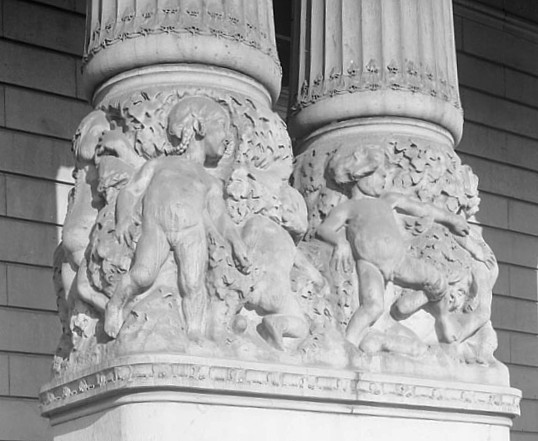
Carl Milles kolonnrelief på kolonnbaserna, som föreställer lekande barn.

Dramatens arkitekt Fredrik Lilljekvist anlitade flera av det tidiga 1900-talets främsta konstnärer för att utföra utsmyckningar av Dramatens fasad. Den monumentala skulpturgruppen som föreställer skådespelarkonstens musa tillsammans med Sveriges riksvapen finns högst upp på fasaden. Där finns också många andra ornament signerade Carl Milles. Carl Milles fick år 1903 i uppdrag att utföra tre olika utsmyckningar för Dramaten. Han har även gjort flera masker på fasaden samt en byst av kungen i foajén. Carl Milles gjorde tillsammans med Gottfrid Larsson skaften till de åtta utvändiga marmorkolonnerna och den krönande gruppen, som bär upp loggian, fasadens centralparti, med två putti som bär upp Sveriges riksvapen. Förutom Carl Milles anlitades Christian Eriksson, Theodor Lundberg och John Börjeson för fasadens utsmyckning. Christian Eriksson utförde friserna i entréfasaden. John Börjeson gjorde de två förgyllda bronsskulpturerna vid entrén, Poesin och Dramatiken.
Carl Milles utförde:
- Fasadens mitt: De fem kvinnofigurerna belägna på fasadens mitt och som föreställer Arkitekturen, Poesin, Dramatiken, Skulpturen och Målarkonsten.
- Lyktstolparna: De tio olika ansiktsmaskerna (teatermaskerna) på lyktstolparna.
- Pelarhallen vid entrén: Kolonnbaserna på de sex pelarna under pelarhallen vid entrén, som föreställer lekande barn.[8] Kolonnerna vid entrén som föreställer barngestalter som slingrar kring kolonnerna utfördes 1908. Skulpturerna möttes av förhållandevis hård kritik. Det kritikerna framförallt vände sig mot var figurernas nakenhet som ansågs ha passerat anständighetens gräns.[9]
- Högst upp på fasaden: Den monumentala skulpturgruppen, som föreställer skådespelarkonstens musa tillsammans med Sveriges riksvapen, finns högst upp på fasaden. Det är den krönande gruppen, som bär upp loggian på fasadens centralparti.[9]

## Guldglans

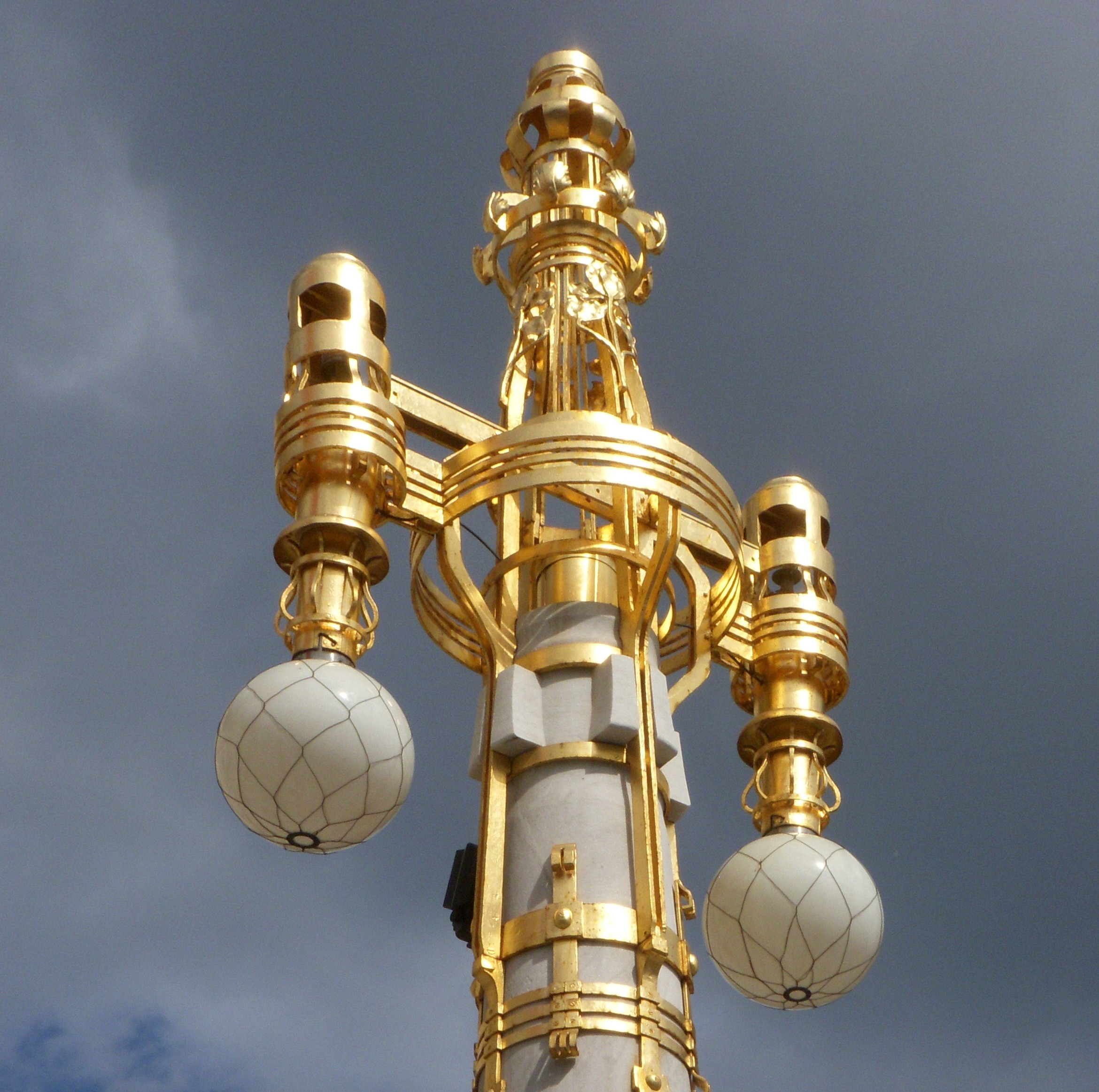
Guldförgylld lyktstolpe utanför Dramaten (2011).

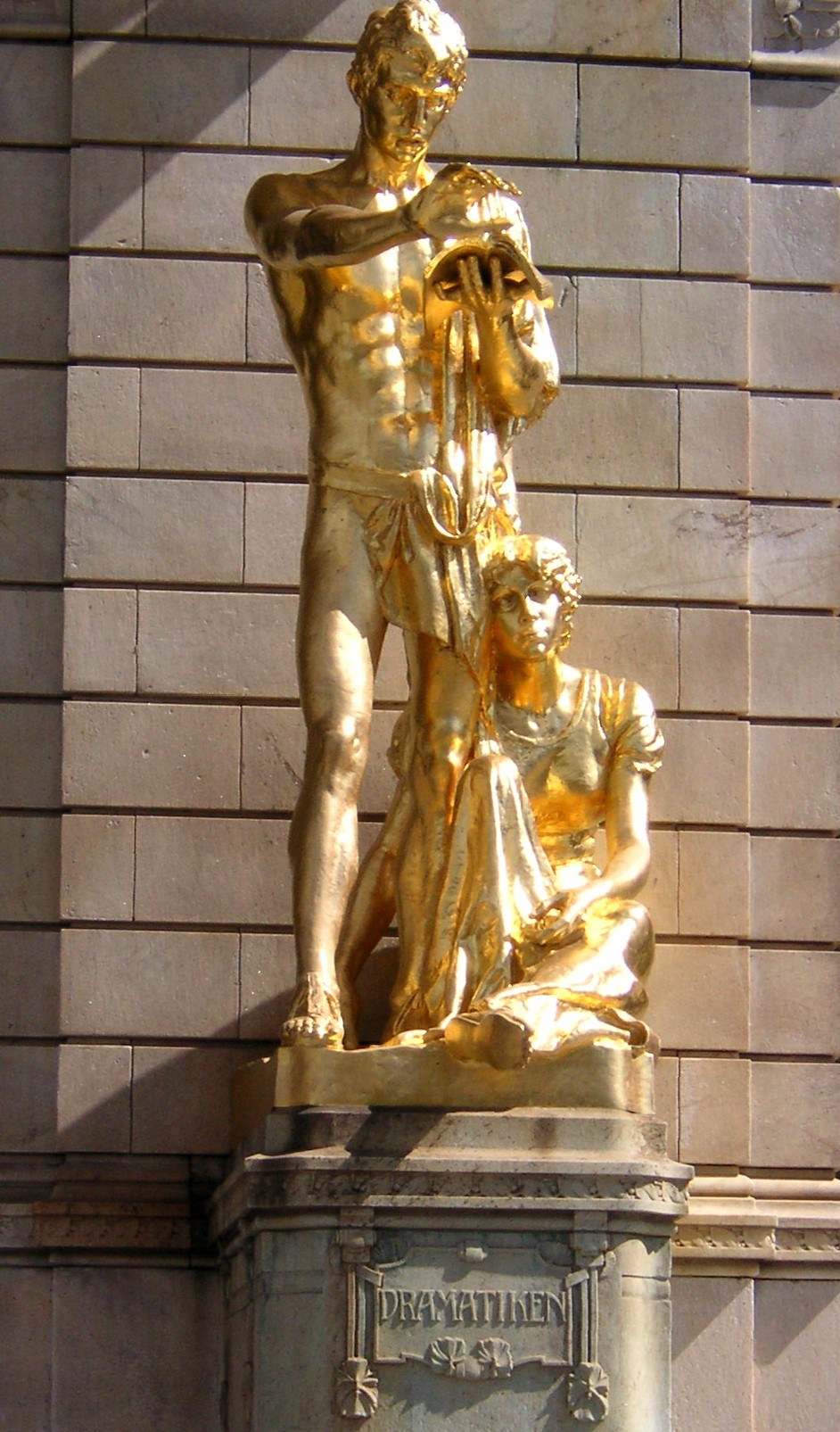
En av de båda entréskulpturerna av skulptören John Börjeson (1835-1910).

Sedan 1993 förvaltas Dramaten av Statens Fastighetsverk och inför 100-årsjubileet 2008 sprids ny strålglans över entrén. Den 18 februari 2008 fyllde Dramaten 100 år. I samband med detta renoverades Dramatens entré. I renoveringen ingick förgyllning med bladguld av entréns skärmtak. 
De fyra lyktpelarna av Ekebergsmarmor med sina lyktbärare försågs med nytt bladguld. Även entrétakets konsoler och listverk försågs med bladguld. Även bokstäverna i texten "Kungliga Dramatiska Teatern" ovanför de mittersta entrédörrarna har förgyllts med 24 karats bladguld. Dramatens entré utstrålar samma guldglans som vid invigningen 1908. De fyra lyktpelarna av Ekebergsmarmor som står utanför entrén har också renoverats. Smidet har förgyllts, sprickbildningarna i marmorblocken tätats, marmorn blästrats och ett nytt elsystem till glasgloberna har monterats in. Bladguldet gör att alla förgyllda delar glänser precis som de gjorde 1908. Framför entrén finns två förgyllda bronsskulpturer, som föreställer Poesin och Dramatiken, utförda av John Börjeson (1835-1910),
Originalarmaturen lyser än idag upp Dramaten. Lyktpelarna ovanför entrén är förgyllda med bladguld. Arkitekten Fredrik Lilljekvist skapade en väl sammanhållen helhet tack vare att han även formgav detaljer som belysningsarmatur och möbler.
Terrazzogolvet var ett uttryck för jugendidealens tidsanda. Terrazzo tillverkas av krossad granit, marmor och basalt som blandas med cement, gjuts till plattor och blankslipas. Fasaden mot Nybroplan kläddes i vit Ekebergsmarmor som hämtades från Nasta marmorbrott i Närke, och till stora foajén använde man vit svartådrig marmor från Grekland.

## Salongen

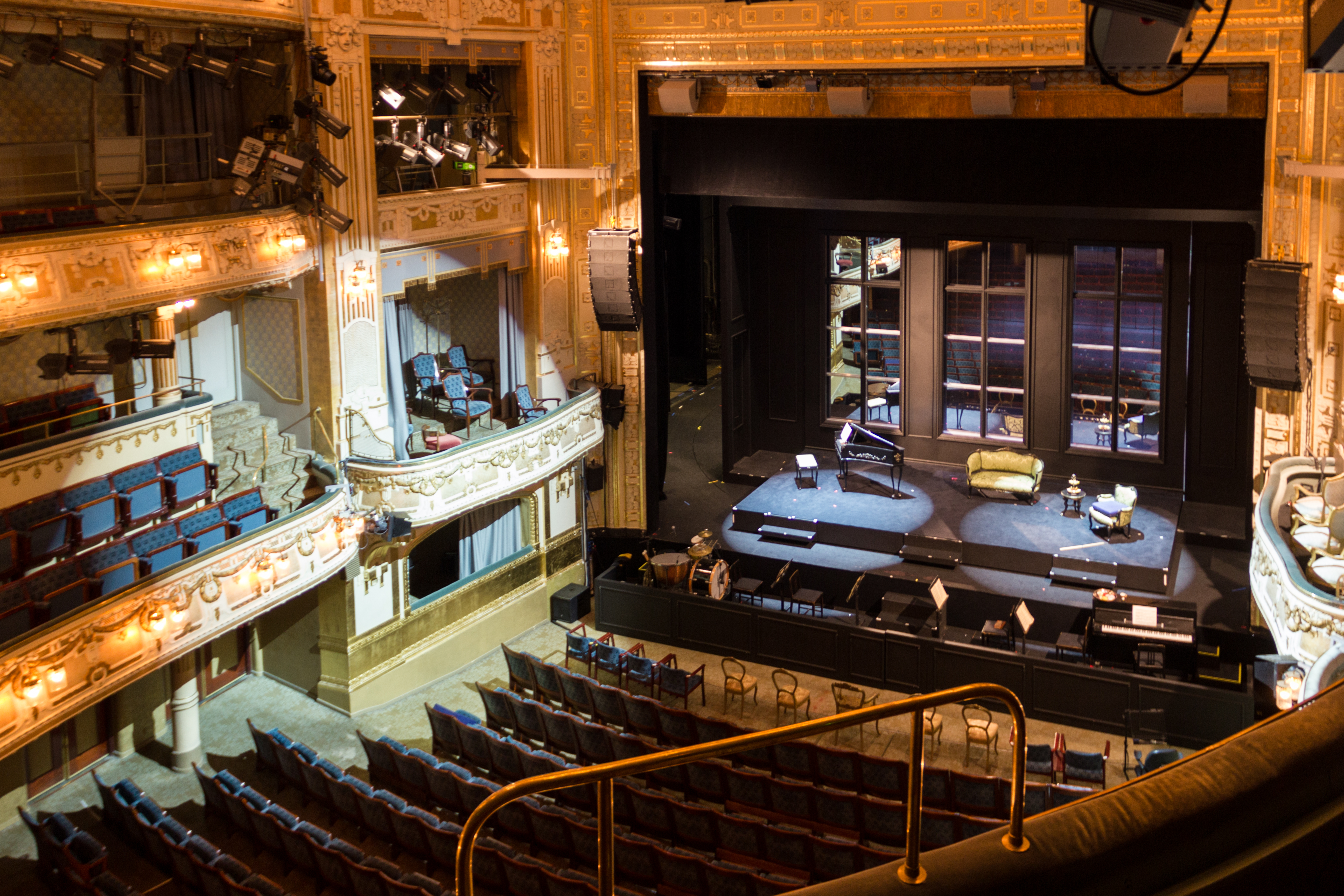
Vy från Salongen mot scenen.

Fredrik Lilljekvist förknippas främst med Dramatens nybyggnad i Stockholm åren 1901–1908. Dramaten är en av Sveriges mest representativa jugendbyggnader och var oerhört påkostad. Konceptet till teatern var en konventionell tittskåpsteater, ett så kallat  diorama, som ger en perspektivisk helhetsbild, med hästskoformad salong.
Salongen blev en hyllning till teaterkungen Gustav III. Fredrik Lilljekvist lät inredningen i salongen få färgsättning i blått, vitt och guld. Det var samma färgsättning som han föreställde sig att Gustav III:s teater hade inretts i. I övrigt utformades salongen i enlighet med traditionen, att gå på teater var ett tillfälle att umgås och synas. Den kungliga logen placerades så att alla i salongen kunde se den, däremot syntes inte scenen så bra från logen. Teatersalongen är ett av de mest påkostade rummen. Det utsmyckades med målningar av Julius Kronberg, som spelade huvudrollen bland Dramatens konstnärer. Julius Kronberg var professor vid Konstakademien i Stockholm. I salongens tak syns de sköna konsternas beskyddare, Apollo omgiven av de nio muserna, som poserar bland molnen. Ovanför scenen syns kärleksguden Eros i sällskap med ödets tre gudinnor. Kronbergs eleganta och mytologiskt laddade konstverk blev mycket väl mottagna av samtidens kritik.
Prins Eugen målade den kungliga logen, varifrån hans bror, Gustav V, kunde blicka ut över salongen och scenen. Publiklogen på Dramaten är en exklusivare, avskild privatavdelning i salongen för medlemmar av den kungliga familjen. Artistlogerna, som finns bakom scenen, ligger avskilda i teaterbyggnaden. Teatersalongen restaurerades på 1980-talet och är idag i stort sett som den var 1908. Arkitekten lät scenen få en Wagnerridå, som drogs åt sidan samtidigt som den hissades upp. På så vis slapp publiken se skådespelarnas fötter före deras ansikten.

## Marmorfoajén

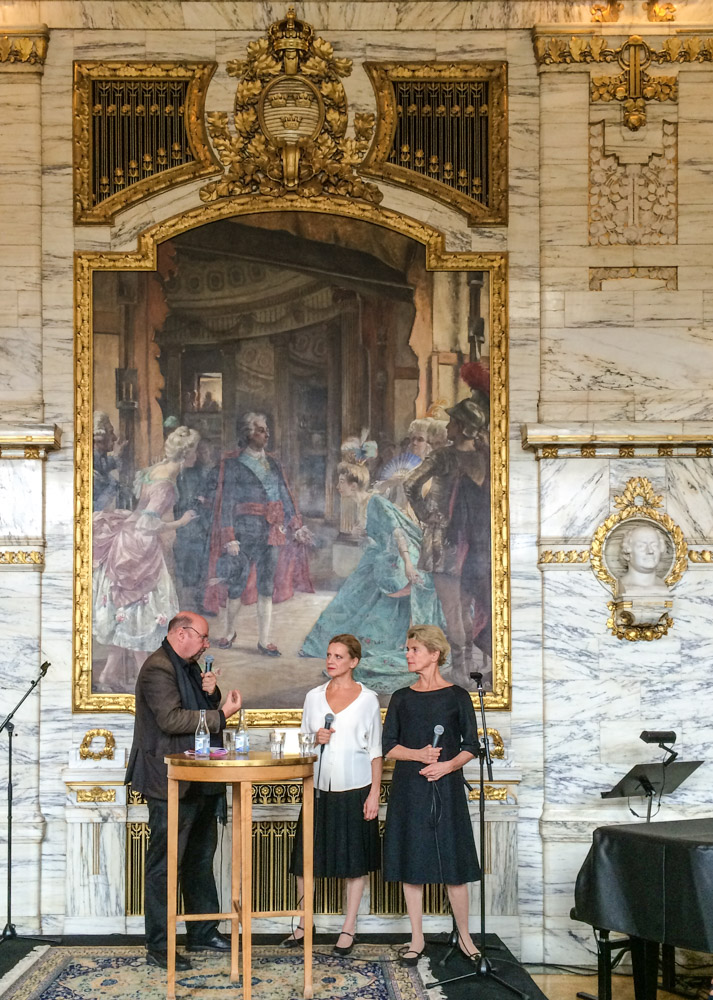
Magnus Lindman, Ylva och Stina Ekblad i marmorfoajén 2015.

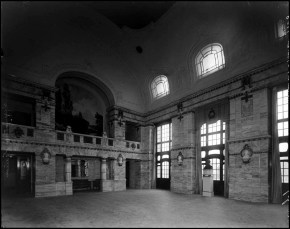
Interiör från marmorfoajén på Kungliga Dramatiska Teatern vid Nybroplan (1908), där konstnärerna Alfred Bergström, Oscar Björck, Gustaf Cederström, Gottfrid Kallstenius och Carl Larsson utförde muralmålningar. Foto från Stockholmskällan.

I marmorfoajén representeras flera av dåtidens främsta och mest kända konstnärer. Man lade stora resurser på husets interiör, där dåtidens kända konstnärer fick i uppdrag att utföra muralmålningar i Dramatens marmorfoajé. Här är väggarna täckta av Carraramarmor från Italien. Till stora foajén använde man vit svartådrig marmor från Grekland. Fredrik Lilljekvist ville att Statens teater måste få ett ståtligt utseende, få något af pondus öfver sig. Lilljekvists ord om stilfull pondus stämde väl överens med byggherrens målsättning. Byggnaden skulle berika Stockholm och den växande kapitalstarka medelklassen. Teatern skulle rymma stor publik, vara frikostigt utsmyckad och förses med modern elektrisk belysning. Ljusarmaturen formgavs bland andra av Fredrik Lilljekvist och tillverkades av Nordiska Kompaniet. Teaterbyggnaden Dramaten var ett konstverk i sig, allt i skenet av elektriskt ljus. I marmorfoajén sprids ljuset via teatermasker, formgivna av skulptören Gustaf Malmquist (1865–1926). Inredningen präglas av jugend med ornamentik i form av slingrande linjer av blom- och växtmotiv. I enlighet med tidens nationella anda hämtades motiven från den svenska floran. Svenska material skulle användas i möjligaste mån. Det stora undantaget blev den mäktiga foajén av italiensk Carraramarmor. Tanken med marmorfoajén var att skapa en konsthall, där publiken kunde ta del av svensk konst under pauserna. Carl Larsson utförde den stora takmålningen i marmorfoajén. Dramaten skulle bli något av ett galleri över samtida konst och en ovanligt stor del av byggkostnaden gick till konstnärlig utsmyckning.
I marmorfoajén står byster och skulpturer av berömda skådespelare från 1700-talet och framåt. Centralt placerad är Gustaf Cederströms målning, där Gustav III lyckönskar skådespelerskan och hovsångerskan Elisabeth Olin (1740–1828) på Gripsholmsteaterns scen. Dramatens mest kända konstverk är allegorin över dramats skapelse, som målades av Carl Larsson i foajéns tak, plafonden i taket.

## Konstnärlig interiör utsmyckning
Fler än 25 konstnärer anlitades, däribland skulptörerna Sigrid Blomberg, Carl Milles och Christian Eriksson. Eriksson utförde friserna i entréfasaden. Konstnärerna Alfred Bergström, Oscar Björck, Gustaf Cederström, Gottfrid Kallstenius och Carl Larsson anlitades och målningar utfördes. Även Theodor Lundberg och John Börjeson var inblandade i den konstnärliga utsmyckningen. Invändigt var det Julius Kronberg, som målade Stora scenens plafond och Carl Larsson som målade marmorfoajéns plafond, Dramatens födelse. Oscar Björck målade 1907 vestibulens tredelade väggfält, en monumentalmålning, View of the park, ett idealiserat pastoralt landskap. Målningen Gustaf III avlägger ett besök på Gripsholms slottsteater på foajéns ena långvägg är utförd av Gustaf Cederström. Väggmålningen i den kungliga foajén är målad av Prins Eugen. De två friserna på den utvändiga fasaden är utförda av Christian Eriksson och föreställer ett Dionysoståg och de mest kända figurerna från den italienska Commedia dell'arte-traditionen.
Bland andra kända namn som medverkade med målningar eller skulpturer finns Viktor Andrén (Vicke Andrén), Reinhold Norstedt, Georg Pauli och Robert Thegerström. De omfattande resurser som lades på utsmyckningen visar vilken vikt man tillmätte den nya nationalscenen – i tidens anda ville man manifestera nationen i ett imponerande och påkostat byggnadsverk. Salongen inreddes i de svenska färgerna blågrått och gult, trots att man var rädd för att den färgskalan skulle göra att damernas hy mindre fördelaktig.

## Kostnader och teaterteknik
Huset stod färdigt 1908 efter att ha kostat 6,3 miljoner kronor, vilket var 3,8 miljoner mer än beräknat. Teatern invigdes den 18 februari 1908 med August Strindbergs Mäster Olof i fem akter. Den offentliga invigningen var den 19 februari, med samma stycke, och föreställningen pågick mellan 19.30 och 23.30. Biljettpriset var 13,50 kronor på första raden. Från kungahuset deltog Gustaf V, kronprins Gustaf Adolf samt hertigarna av Södermanland, Västergötland och Närke.
Teatertekniskt var byggnaden emellertid föråldrad redan när den byggdes, även om elektricitet användes för belysning, manövrering av järnridån och alla hissar på scen. Moderniteter som rundhorisont och vridscen saknades, och utrymmena för verkstäder och magasin var klart otillräckliga. Dramaten byggdes med höga krav på brandsäkerhet. En eldskyddande järnridå för en teater är en ridå av metall. Vid händelse av brand sänks järnridån ned och skiljer teatersalongen från scenen för att hindra branden att sprida sig. Enbart en ridå är en barriär av tyg, som skiljer salongen från scenen. Ridån dras för att markera föreställningens början och slut och för att dölja dekormiljöer och scenbyten i mellanakterna, det vill säga i pauserna. Dramaten består av olika utrymmen för publik och medverkande. Publiken befinner sig i salongen och de medverkande skådespelarna framträder på scenen. Brandsäkerheten har de senaste åren bland annat förbättrats med talande brandlarm. Kungliga Dramatiska Teatern är en del av vårt gemensamma kulturarv och förvaltas sedan 1993 av Statens Fastighetsverk, SFV.
Dramaten har tillsammans med Operan dekorverkstäder, ateljéer, kostymförråd och repetitionslokaler vid Gäddviken i Nacka, vilka i samband med att hyreskontraktet där går ut år 2024 flyttas till ett helt nytt produktionscenter på cirka 14 000 kvadratmeter, som byggs i Flemingsberg.

## Scener
I dag (2021) har Dramaten följande scener:
- Stora scenen – i bruk sedan 1908 (770 platser), i "Thaliahuset".
- Lilla scenen – i bruk sedan 1945, i "Hansahuset" vid Almlöfsgatan, renoverad och återinvigd 2000 (omkring 340 platser), tidigare biograf Sibyllan. Huset är ritat av arkitektkontoret Hagström & Ekman i Stockholm.[14]
- Målarsalen – en black box i bruk sedan 1971 i "Thaliahuset", användes tidigare för dekormåleri, från 2015 ny hemmascen för Unga Dramaten (omkring 160 platser).
- Tornrummet – tillkom 1974 i "Thaliahuset", användes tidigare av Dramatens elevskola och en tid på senare 1900-talet kallad Fyran, från 2015 ny hemmascen för Unga Dramaten (omkring 60 platser).
- Lejonkulan – tillkom 1986, "Thaliahuset", tidigare servering och senare på 1990-2000-tal en tid hemmascen för Unga Dramaten, tidvis uppdelad i två mindre scener (omkring 60 platser).
- Elverket – Elverket har sedan invigningen 1997 varit Dramatens flexibla, delbara annexscen vid Linnégatan 69 i hörnet av Styrmansgatan. Byggnaden ritades ursprungligen som Östermalmsstationens elverk och uppfördes 1923–1927 efter Gustaf de Frumeries ritningar. Han svarade också för utbyggnaden 1933–1934. Teaterrestaurangen i anslutning utformades av Anders Berlin till invigningen 1997.[14] Elverket var hemmascen för Unga Dramaten mellan 2009 och 2014. Av besparingsskäl var avsikten att Dramaten skulle lämna Elverket sommaren 2021, men i stället upprättades ett samarbetsavtal med Dansens hus, så att scenen från hösten 2021 fungerar som experimentell scen för modern dans och teater i delad regi av Dansens hus och Dramaten.[15]

I perioder under senare halvan av 1900-talet har Dramaten även spelat på extra scener såsom Alléteatern, Nybropaviljongen (en tidigare träbyggnad på Nybroplan) och Sibyllan (inrymd i en lokal på Sibyllegatan strax norr om Östermalmstorg). 1963–1966 fungerade närliggande Chinateatern som särskild scen för ungdomsteater under Ingmar Bergmans chefstid. I samband med renoveringen och därmed stängningen av huvudbyggnaden "Thaliahuset" 2019, flyttades delar av spelande verksamhet till andra tillfälliga scener såsom Scenkonstmuseet (grannhus till Thaliahuset) samt en större evakueringslägenhet på Hötorget.

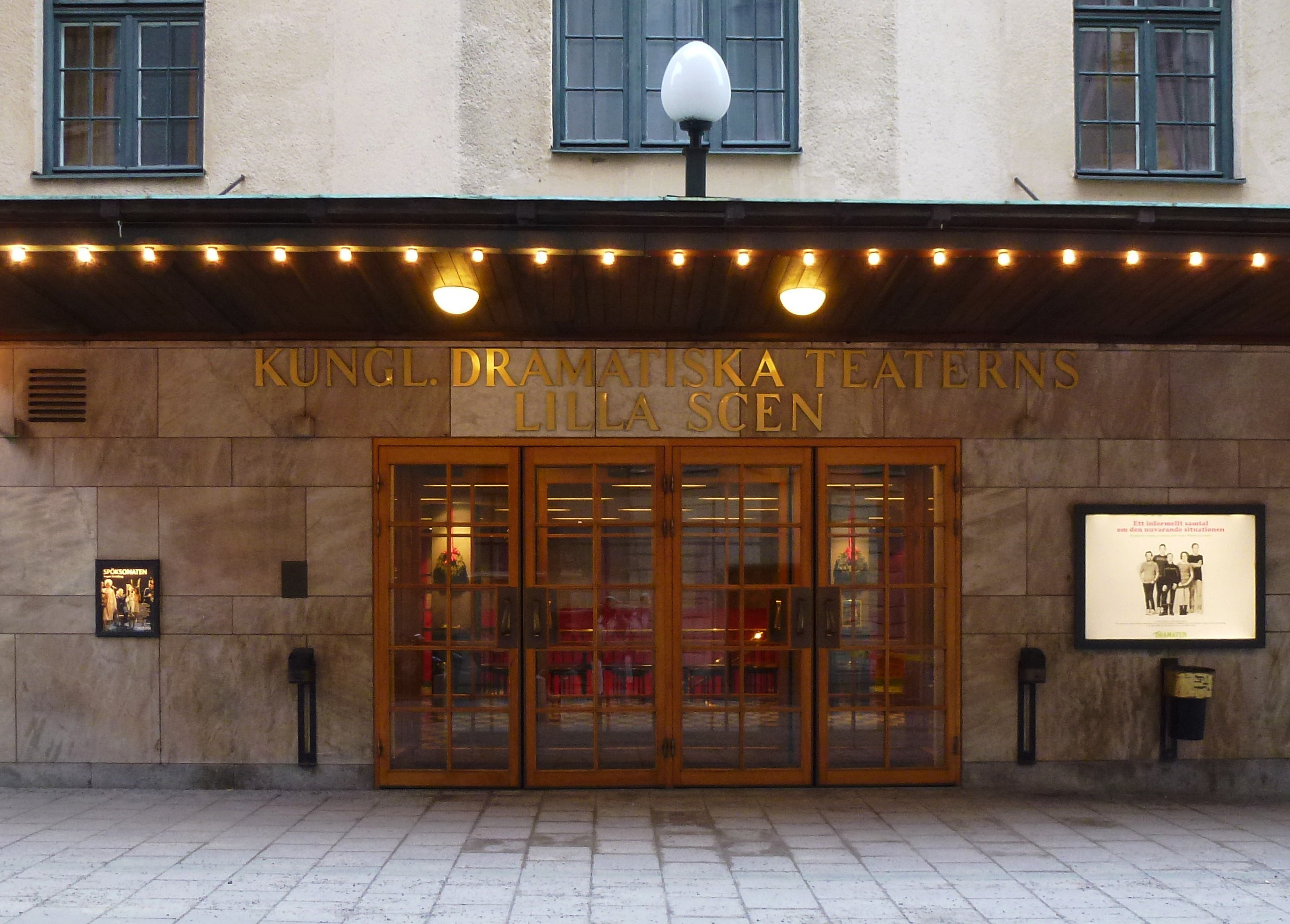
Entrén till "Lilla scenen"
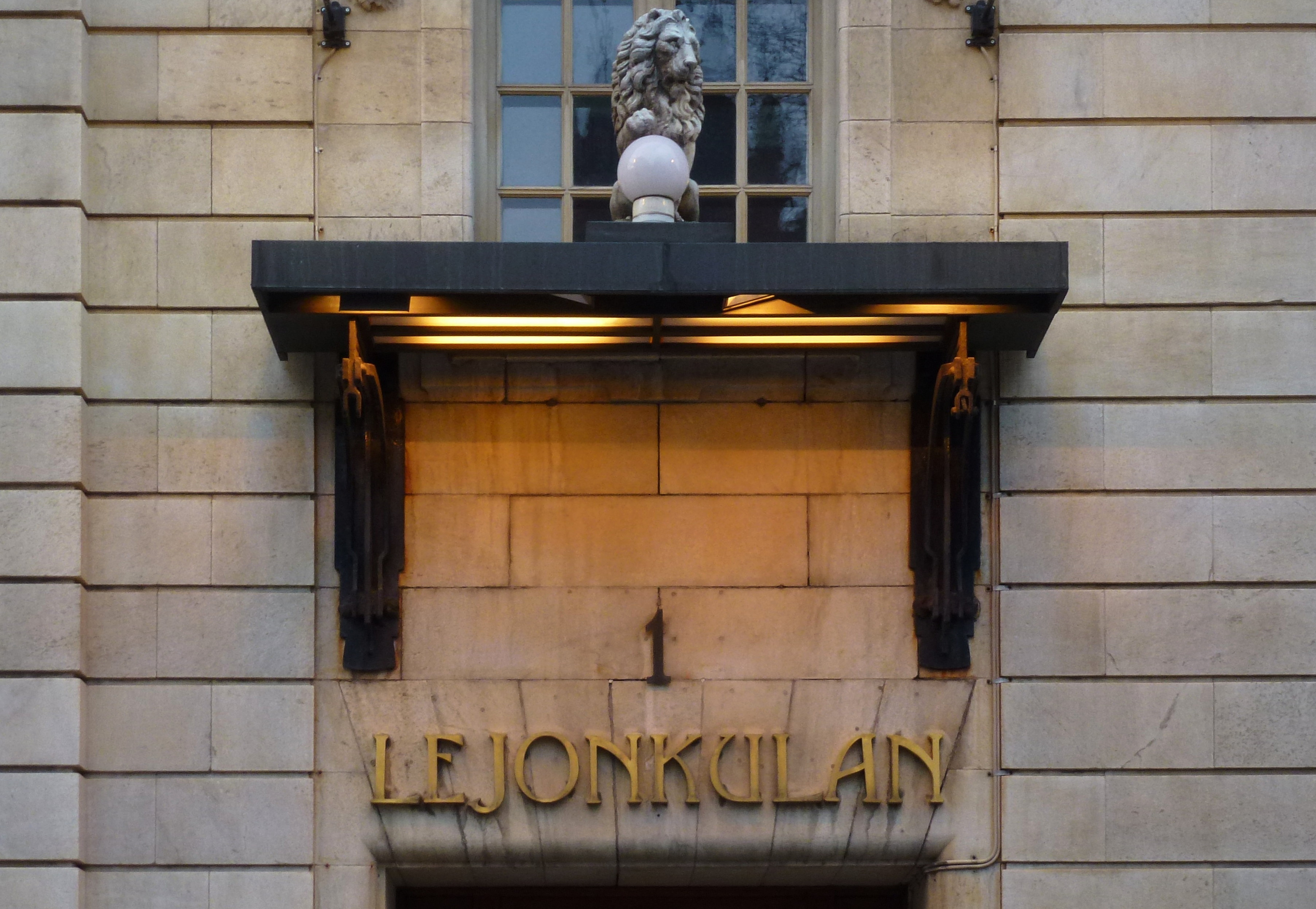
Entrén till "Lejonkulan"
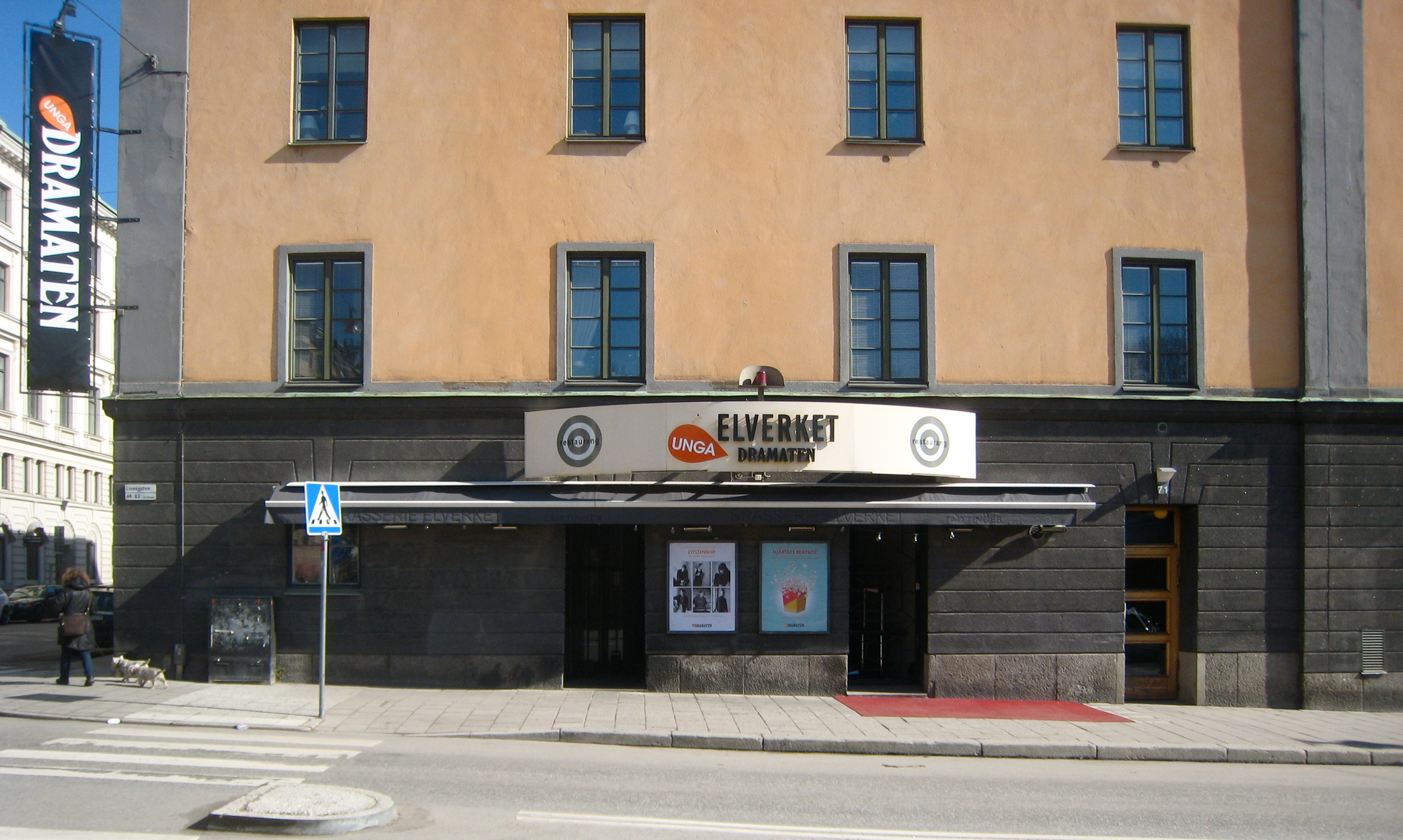
Elverket, Linnégatan 69
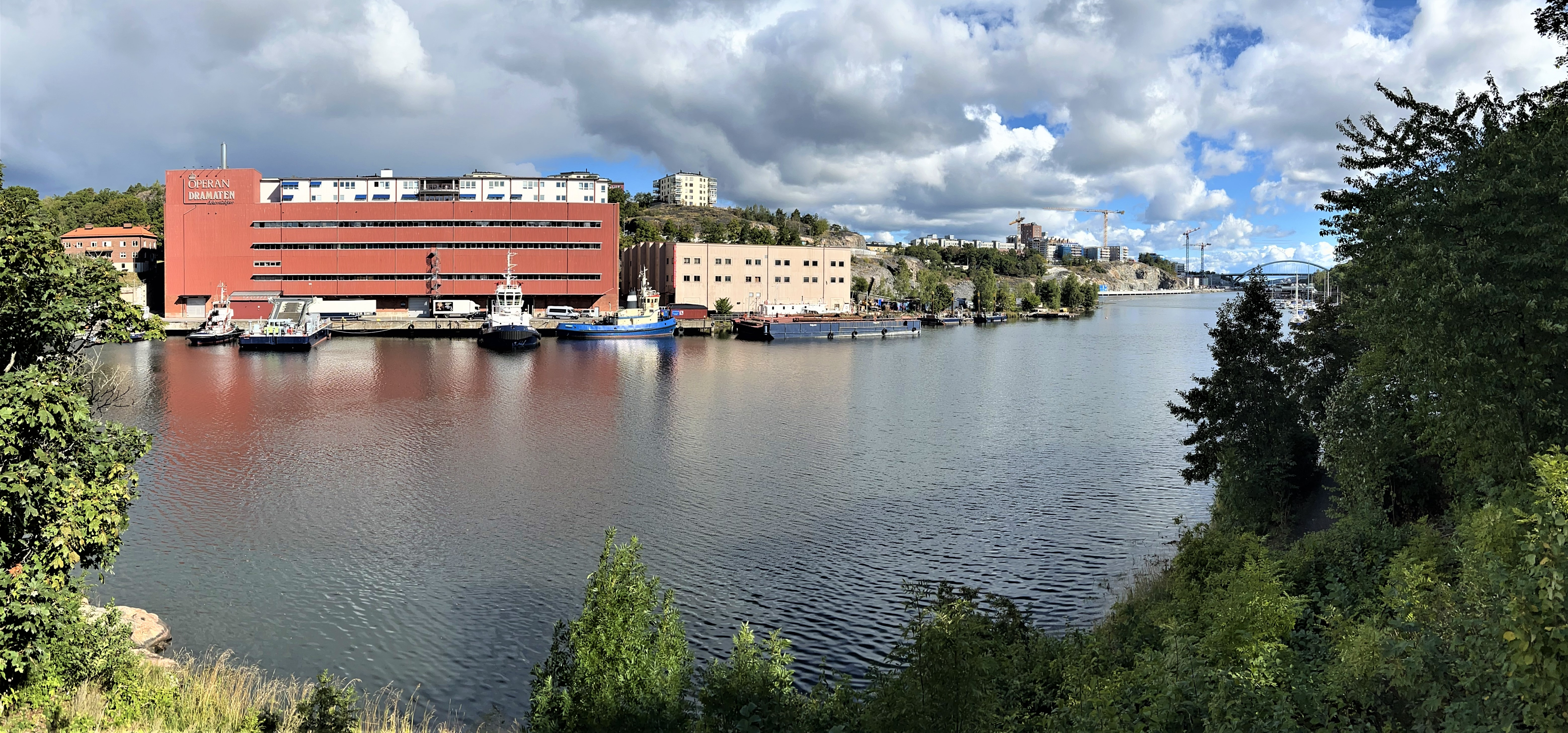
Dekorverkstäder och ateljéer vid Gäddviken

## Uppsättningar under 1900-2000-talen i urval
- 1908 Den nya Dramaten invigdes med Mäster Olof av August Strindberg i regi av August Lindberg och Knut Michaelson. Anders de Wahl spelade huvudrollen, men blev sjuk och fick ersättas vid premiären. Mäster Olof i Dramatens rollbok
- 1911 Emil Grandinson satte upp William Shakespeares Så tuktas en argbigga med Hilda Borgström som Katarina. Trots att uppsättningen blev en stor framgång sparkades Grandinson året efter av den nya teaterchefen Tor Hedberg som istället anställde sin bror Karl Hedberg. Så tuktas en argbigga i Dramatens rollbok
- 1919 Köpmannen i Venedig av William Shakespeare i regi av Olof Molander. Detta var den första av den blivande teaterchefen Molanders många nyskapande regitolkningar
- 1925 Gustaf "Muck" Linden satte upp Hjalmar Bergmans Swedenhielms med Anders de Wahl i huvudrollen.
- 1930 Dramatens meste regissör Alf Sjöberg satte upp Markurells i Wadköping av Hjalmar Bergman med Anders de Wahl i huvudrollen.

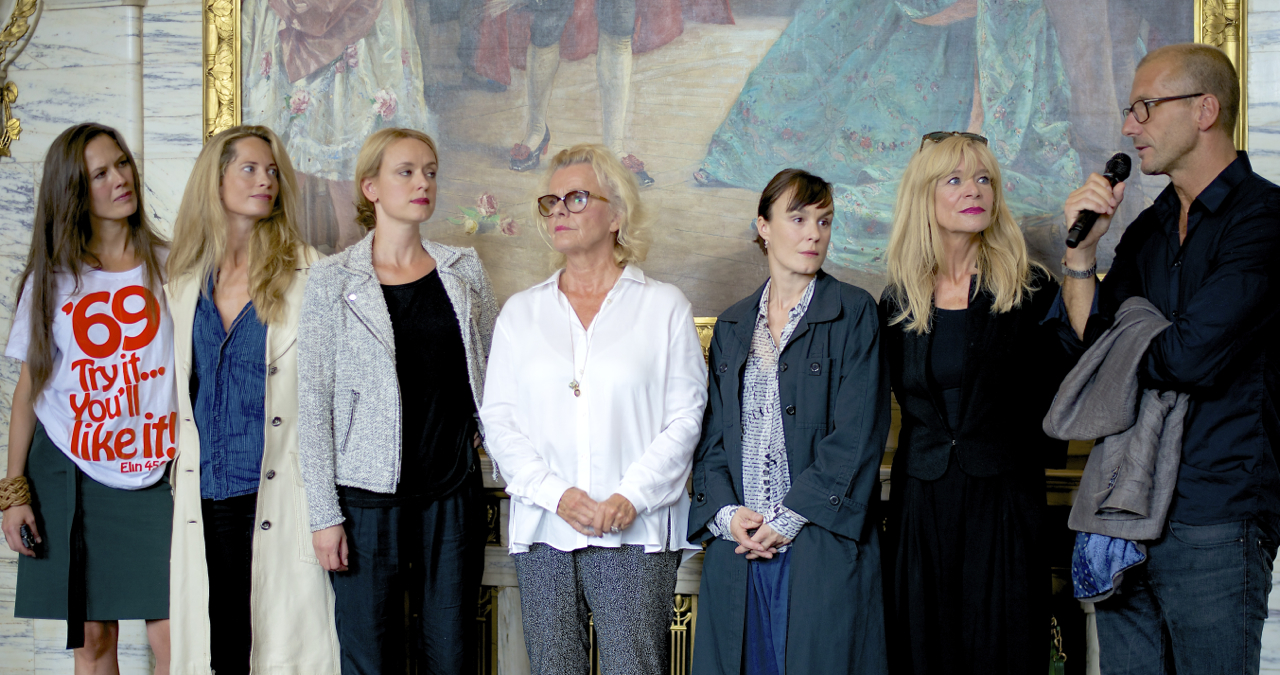
Skådespelare i Markisinnan de Sade i augusti 2014.

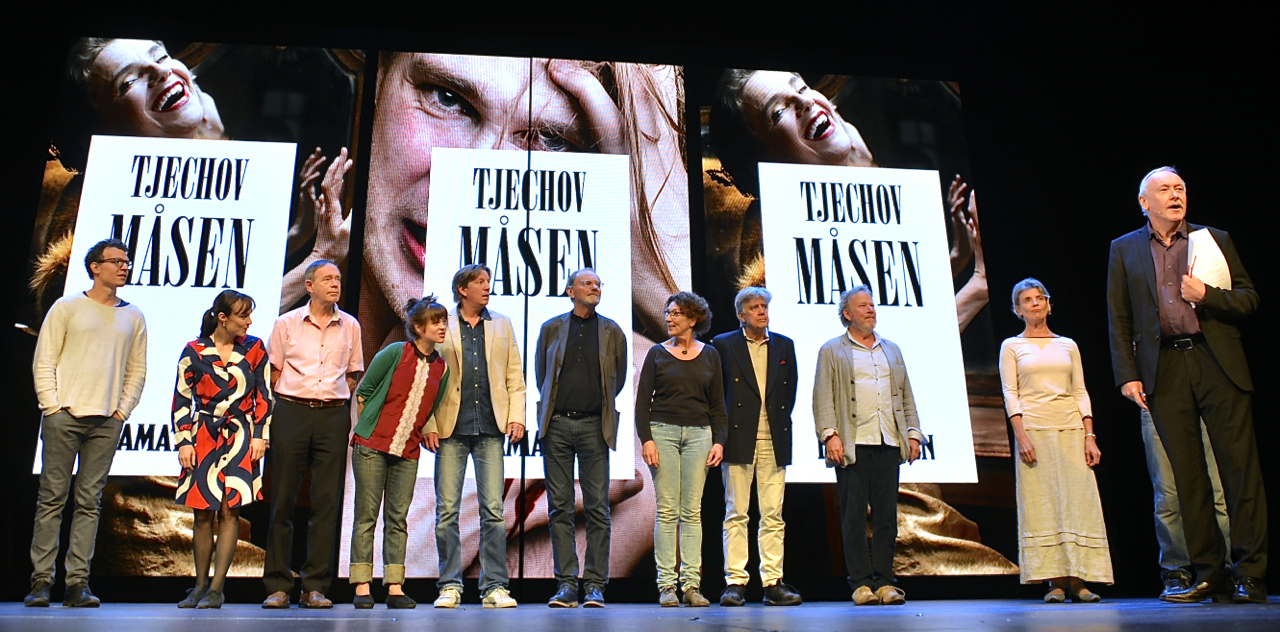
Skådespelare i Måsen på Dramaten 2015.

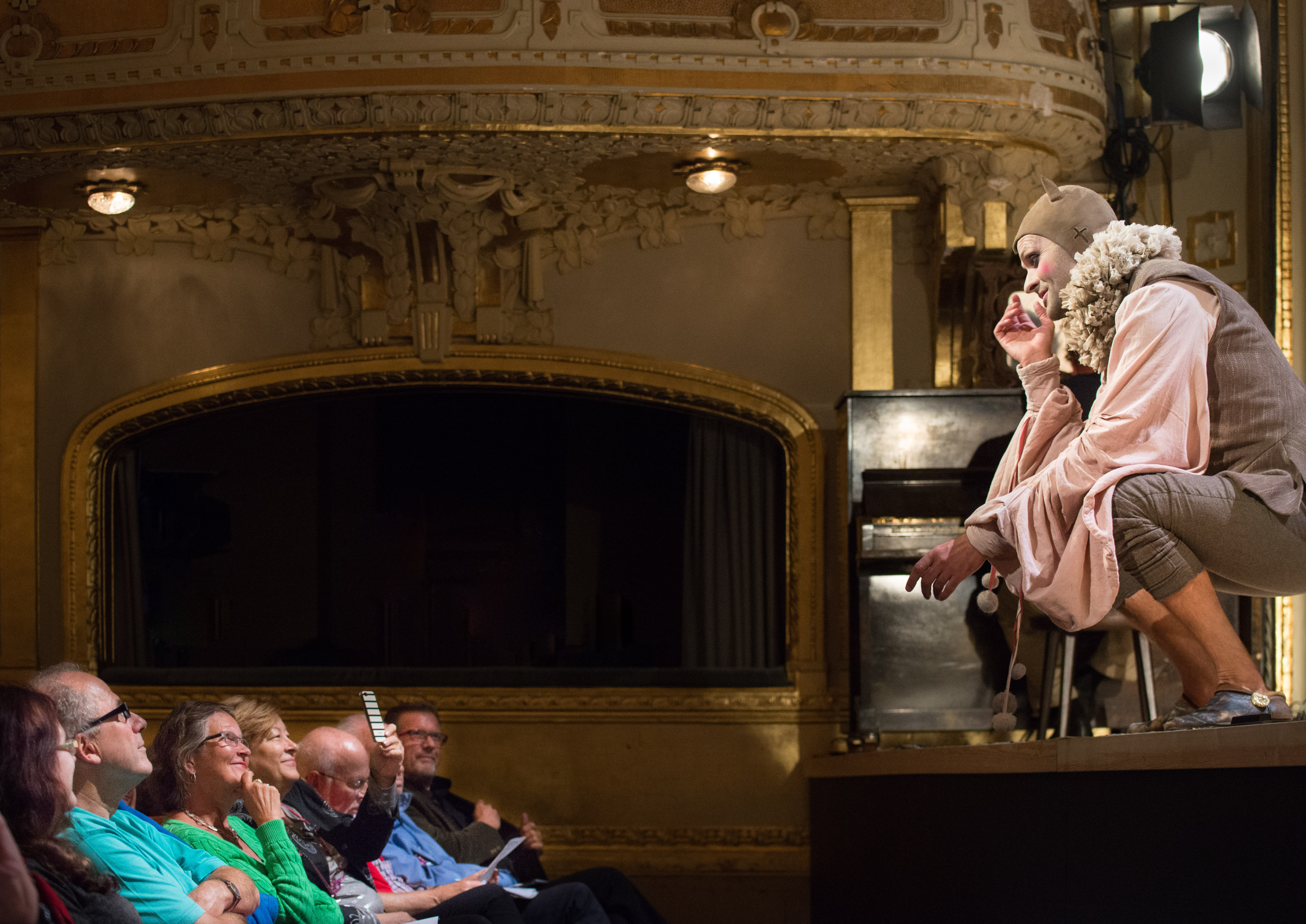
Lindy Larsson som narren i Trettondagsafton under Öppet Hus på Dramaten 2015.

- 1935 August Strindbergs Ett drömspel var möjligen Olof Molanders mest hyllade uppsättning på Dramaten. Tora Teje spelade huvudrollen som Indras dotter.
- 1944 Marika Stiernstedts roman Attentat i Paris uppförs som pjäsen Attentatet på Dramaten.
- 1945 Dramatens Lilla scen invigdes med Alla guds barn har vingar av Eugene O'Neill och med Holger Löwenadler och Inga Tidblad i huvudrollerna. Regissör var Dramatens första kvinnliga chef Pauline Brunius.
- 1945 Alf Sjöbergs kanske mest uppmärksammade Dramatenuppsättning var Federico Garcia Lorcas Blodsbröllop där han samarbetade med konstnären Sven X:et Erixson. Märta Ekström spelade en av huvudrollerna.
- 1951 Ingmar Bergman regidebuterade på Dramaten med Björn-Erik Höijers Det lyser i kåken. Detta blev också Anders de Wahls sista uppträdande på Dramaten.
- 1956 Eugene O'Neills Lång dags färd mot natt fick världspremiär på Dramaten efter att dramatikern kort före sin död skänkt pjäsen till "den teater som visat honom den största uppmärksamheten". Regissör var Bengt Ekerot och i huvudrollerna sågs Lars Hansson och Inga Tidblad.
- 1964 Henrik Ibsens Hedda Gabler med Gertrud Fridh i huvudrollen. Regissören Ingmar Bergman konstaterade i sin bok Laterna Magica att Hedda Gabler var "den enda av mina iscensättningar som beredde mig tillfredsställelse" under hans hektiska chefsperiod på Dramaten.
- 1968 Mimi Pollaks uppsättning av Georges Feydeaus Leva loppan sågs av 93 000 personer och är därmed den femte mest sedda uppsättningen i Dramatens historia.
- 1969 Mats Eks uppsättning av Karlsson på taket sågs av 112 000 personer, vilket gör den till den tredje mest sedda uppsättningen i Dramatens historia.
- 1983 Premiär för Lars Noréns Natten är dagens mor. Ingvar Kjellson, Margaretha Byström, Per Mattsson och Örjan Ramberg i huvudrollerna.
- 1984 Ingmar Bergmans uppsättning av William Shakespeares Kung Lear sågs av 113 000 personer och är därmed den näst mest sedda uppsättningen i Dramatens historia.
- 1986 Bernt Callenbos uppsättning av Markurells i Wadköping av Hjalmar Bergman sågs av 117 000 besökare och är därmed den mest sedda uppsättningen i Dramatens historia.
- 1989 Ingmar Bergman och Yukio Mishimas Markisinnan de Sade hade en helt kvinnlig ensemble med bland andra Anita Björk, Stina Ekblad, Agneta Ekmanner, Helena Brodin, Margaretha Byström och Marie Richardson.
- 1990 Göran Graffmans uppsättning av Hjalmar Bergmans Swedenhielms sågs av 101 000 personer och är Dramatens fjärde mest sedda uppsättning.
- 2002 Ingmar Bergmans sista uppsättning på Dramaten blev Henrik Ibsens Gengångare med Jonas Malmsjö i huvudrollen
- 2005 Fröken Julie av August Strindberg i regi av Thommy Berggren. Uppsättningen fick stor medial uppmärksamhet, bland annat beroende på huvudrollsinnehavarna Maria Bonnevie och Mikael Persbrandts stormiga privata förhållande.
- 2008 Jubileumsföreställningen Tre Kronor, bestående av tre förkortade Strindbergsdramer (Gustav Vasa, Kristina, Gustav III), hade premiär inför Dramatenhusets 100-årsfirande.
- 2009 Den girige av Molière i regi av Gösta Ekman och med Johan Rabaeus i huvudrollen har premiär. Uppsättningen blir mycket populär och har sedan dess haft nypremiär inte mindre än sex gånger.
- 2016 Karlsson på taket av Astrid Lindgren i regi av Alexander Öberg. Krister Henriksson gjorde rollen som Karlsson och Nour El Refai gjorde Lillebror.

## Chefer

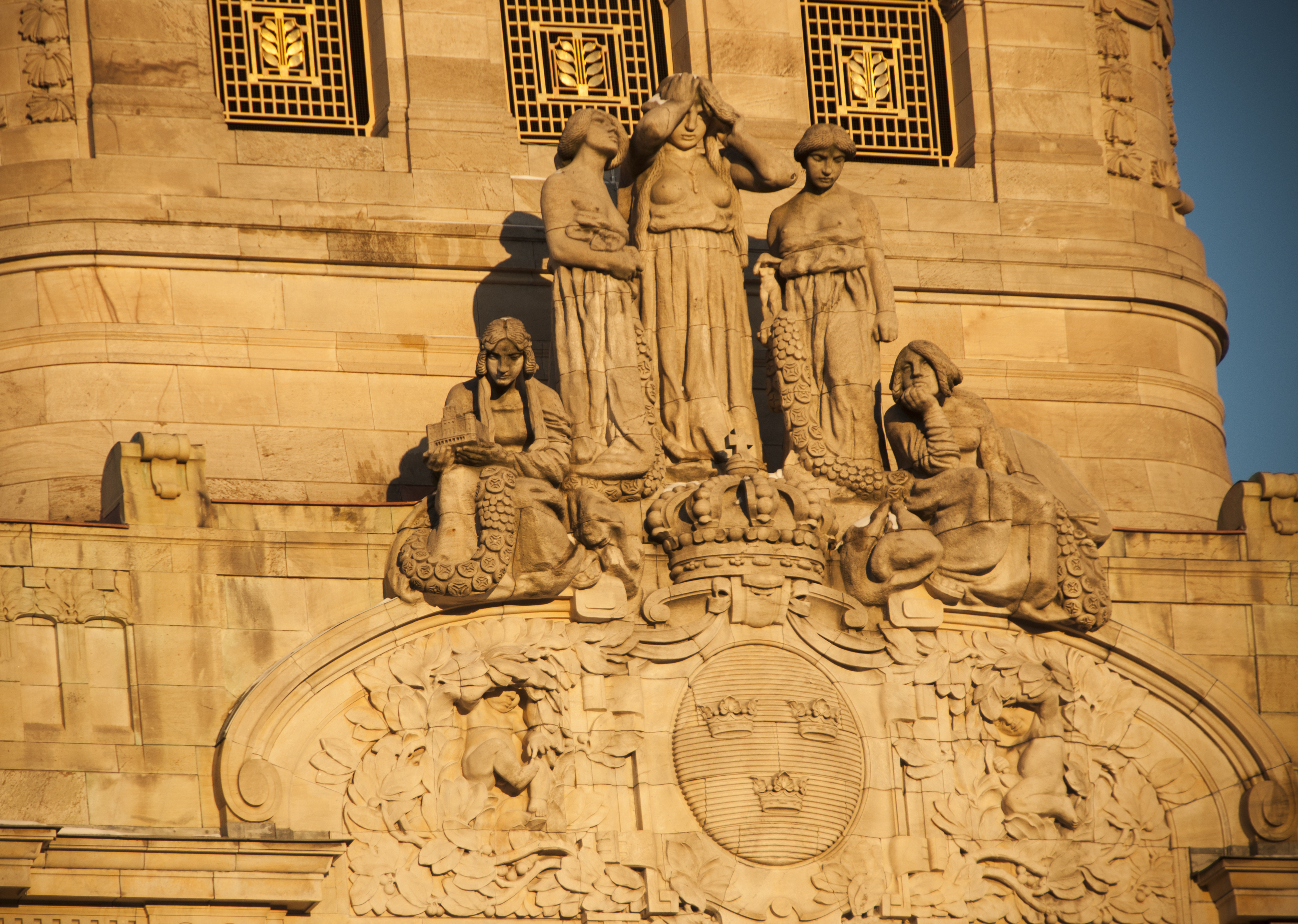
Arkitekturen, Poesin, Dramatiken, Skulpturen och Målarkonsten.

### Vid den gamla Kungliga Dramatiska Teatern (före 1888)
- Gustaf Mauritz Armfelt (1788–1792)
- Claes Rålamb (1792–1798)
- J. Hugo Hamilton (1798–1804)
- Abraham Niklas Clewberg-Edelcrantz (1804–1810)
- Anders Fredrik Skjöldebrand (1810–1812)
- Gustaf Löwenhielm (1812–1818)
- J.P. Törner (1818)
- Kronprins Oscar (1818)
- Gustaf Fredrik Åkerhielm (1818–1823)
- Gustaf Lagerbjelke (1823–1827)
- Carl Johan Puke (1827–1831)
- Bernhard von Beskow (1831–1832)
- Pehr Westerstrand (1832–1838)
- Karl David Forsberg (1838–1840, ekonomisk förvaltning) och Alexis Baeckman (1838–1844, scenisk förvaltning)
- Svante Gustaf Schyberg (1840–1844)
- Hugo Adolf Hamilton (1844–1848)
- Svante Gustaf Schyberg (1848–1852)
- Knut Bonde (1852–1856)
- Gunnar Olof Hyltén-Cavallius (1856–1860)
- Daniel Hwasser (1860)
- Eugène von Stedingk (1861–1866)
- Erik af Edholm (1866–1881)
- Henrik Westin (1881–1883)
- Anders Willman (1883–1888)

### Vid den skådespelardrivna Dramaten 1888-1907
- Gustaf Fredriksson (1888–1898)
- Nils Personne (1898–1904)
- Gustaf Fredriksson (1904–1907)

### Vid nuvarande Dramaten (efter 1908)
- 1908–1910 Knut Michaelson
- 1910–1922 Tor Hedberg
- 1922–1928 Tore Svennberg
- 1928–1934 Erik Wettergren
- 1934–1938 Olof Molander
- 1938–1948 Pauline Brunius
- 1948–1951 Ragnar Josephson
- 1951–1963 Karl Ragnar Gierow
- 1963–1966 Ingmar Bergman
- 1966–1975 Erland Josephson
- 1975–1981 Jan-Olof Strandberg
- 1981–1985 Lasse Pöysti
- 1985–1997 Lars Löfgren
- 1997–2002 Ingrid Dahlberg
- 2002–2008 Staffan Valdemar Holm
- 2009–2014 Marie-Louise Ekman
- 2015–2019 Eirik Stubø
- 2020–innevarande Mattias Andersson (teaterchef)

• 2019–2024 Maria Groop Russel (vd)
• 2024–innevarande Kitte Wagner (vd)